# Anna Schwegelin
Maria Anna Schwegelin (? - 1781 en la cárcel de Kempten) fue una sirvienta alemana de Lachen, la última «bruja» condenada a la hoguera en Alemania. Está demostrado que, al contrario de lo que se creía anteriormente, la ejecución no se llevó a cabo.

## Biografía
Maria Anna Schwegelin crece en un orfanato y se convierte en sirvienta. Hacia los 30, la católica Schwegelin se enamora del cochero protestante del labrador para el que trabaja. Se convierte al luteranismo cuando la prometen en matrimonio, pero tiene que abandonar la granja cuando la promesa no se cumple. 
Sin trabajo, vagabundea en Kempten, donde es detenida y encerrada en el Arbeitshaus, una institución en la que se encerraba a indigentes para hacerlos trabajar. Aquí comienza una etapa de cinco años marcada por duro trabajo, mala alimentación y malos tratos por la cuidadora. 
Cuando la cuidadora se da cuenta de que uno de los mozos de la cárcel le da comida a Anna Schwegelin, la acusa frente a la autoridad local de «tener una alianza con el demonio». La cuidadora, que estaba oficialmente «loca», acusó a Anna Schwegelin de haber dicho durante su cautiverio frases inadecuadas, frases como «mejor con el demonio, que estar cuidada en esta casa». Con esta base, el príncipe abad la sentencia a muerte.
La sentencia fue anunciada el 4 de abril de 1775 por el príncipe abad Honorius von Schreckenstein «por alianza con el diablo demostrada». El príncipe abad poseía, gracias a un privilegio imperial, potestad tanto espiritual como terrenal (Campidona sola judicat...). La sentencia de muerte dice: «Tras una confesión de haber fornicado con el demonio. Te entregamos, Anna Schwegelin, al verdugo para ser llevada de la vida a la muerte en la hoguera por bruja».
Según la opinión generalizada que se tenía antiguamente, la sentencia se cumplió el 11 de abril de 1775. Aunque, como «merced benéfica» se la decapitó antes de entregar su cuerpo a las llamas.
Según investigaciones modernas, la sentencia no se llevó a cabo y Maria Anna Schwegelin fue perdonada. Las razones y las circunstancias que llevaron al perdón son desconocidas. Schwegelin murió en 1781 en la cárcel de la colegiata en Kempten.
En el lado sur de la Residencia de Kempten (antigua abadía benedictina) se ha levantado una fuente y una placa informativa en su honor.